# Pawołocz
Pawołocz (ukr. Пaволоч) – wieś na Ukrainie, w obwodzie żytomierskim, w rejonie żytomierskim. W 2001 roku liczyła 1437 mieszkańców.

## Historia
W Rzeczypospolitej miasteczko Pawołocz znajdowało się w  powiecie skwirskim województwa kijowskiego, od II rozbioru w Imperium Rosyjskim.

W Pawołoczy przed wojną Chmielnickiego był kościół katolicki, który należał do dekanatu Kodeńskiego. Po wojnach, gdy wiele kościołów było zniszczonych, w Pawołoczy została mała kaplica parafialna. Biłołówka, Rużyn, Pohrebyszcze do téj parafii należały.

20 sierpnia 1651 w obozie wojskowym pod Pawołoczą zmarł książę Jeremi Wiśniowiecki, wojewoda ruski. Traktat w Buczaczu z 1672 roku przyznał miasto Imperium Osmańskiemu, a dokładniej hetmanowi Piotrowi Doroszence, który faktycznie zagarnął je wiosną 1673 (dzięki zdradzie pułkownika Piwy). Do Korony powróciło w marcu 1675 roku, gdy z rąk kozacko-tatarskich zdobył ją hetman Michał Radziwiłł.
21 marca 1799 we dworze urodził się poeta Franciszek Kowalski, powstaniec listopadowy, znany jako autor tekstu pieśni „Tam na błoniu błyszczy kwiecie” („Ułan na wedecie”). W Pawołoczy do pierwszej komunii świętej przystępował (ok. 1811-1812 r.) późniejszy poeta romantyczny, Józef Bohdan Zaleski. 
Siedziba dawnej gminy Pawołocz w powiecie skwirskim guberni kijowskiej.